# Björn Blomberg
Björn Blomberg, född 12 januari 1925 i Stockholm, död där 14 juli 2003, var en svensk konstnär.
Björn Blomberg var son till handelsresanden Anders Blomberg och Agda Sofia Lovisa Johansson. När han var två år flyttade han med sin mor till Jukkasjärvi där han växte upp efter malmbanan ovanför Abisko. Efter militärtjänstgöring under andra världskriget vid flygflottiljen (F11) i Nyköping utbildade han sig till folkskollärare vid Folkskoleseminariet i Luleå och kom sedan som nyexaminerad lärare till Stockholm och Hökarängsskolan, innan han i början av 1960-talet övergick till att helt ägna sig åt konstnärsyrket. Bosatt på Södermalm i Stockholm med ateljé på Långholmen, verkade han även i Abisko där han under många år hade egen ateljé.  
Sin första separatutställning hade han 1957 på galleriet Lilla Paviljongen i Stockholm med målningar och teckningar från trakten av Torneträsk, med stiliserade naturscenerier, bangårdar, malmvagnar och gruvor som motiv i "en kolorit av järnskrot och snö". Vidare ställde han ut med Sveriges allmänna konstförening och på Konstnärshuset, samt återkommande på konstgallerierna i Stockholm, bland annat hos De unga, Galerie Æstethica, Lilla Galleriet, Galleri Kulan och S:t Nikolaus. 1969 ställde Blomberg, Ingemar Callenberg, Jannot Derid, Mats Risberg, Pelle Granberg och Ingvar Jigrud, alla med anknytning till övre Norrland, ut tillsammans på Scania Vabis i Södertälje. Sin sista separatutställning hade Blomberg på Galleri Cupido i Stockholm våren 2002 då han ställde ut akvareller och tempramålningar från Abiskos fjällvärld.  
Som konstnär var Blomberg påverkad av expressionismens uttryckssätt. Motiven hämtade han främst från fjällandskapet och teknikerna han oftast använde var akvarell, tempra, olja och färglitografi. Konstnärskollegan Göran Brunius skriver i sin nekrolog över Blomberg att "de höga, monumentalt formade fjällen kom att påverka hans måleri, skildrande luften och ljuset med mättade, ofta mörka valörer".
Tillsammans med flera andra konstnärer, bland andra Siri Derkert, Albin Amelin och Einar Forseth, skänkte han konstverk till de strejkande gruvarbetarna i Gällivare 1969-1970, det som därefter kallas Gruvarbetarnas konstsamling (cirka 120 konstverk) och förvaltas av Gällivare museum. 1968 tog Blomberg emot Kirunastipendiet. Blomberg ritade också det offentliga konstverket "Borgen" beställt av Kalix kommun till nybyggda Furuhedsskolan byggdes och uppfördes 1970. Konstverket utfördes delvis i samarbete med Ingemar Callenberg som utförde de ursprungliga relieferna. Blomberg är representerad bland annat vid Moderna Museet i Stockholm, Gällivare kulturmuseum och Lidingö kommun.  
Blomberg var också aktiv inom föreningslivet. Under många år var han verksam i styrelsen för Konstnärsklubben, bland annat som ordförande och klubbmästare, och under en period var han även ledamot av Konstnärernas hjälpfond och ordförande i Svenska konstnärers förening. Han ledde också återkommande kurser i akvarellmålning i fjällvärlden.